# Andrena tringoides
Andrena tringoides är en biart som beskrevs av Osytshnjuk 1993. Andrena tringoides ingår i släktet sandbin, och familjen grävbin. Inga underarter finns listade i Catalogue of Life.